# Seaman’s Beverages
Seaman’s Beverages — семейное предприятие по производству газированных напитков. Она была основана в 1939 году Ф. Р. Симэном и работала независимо до 2002 года, когда была продана Pepsi Bottling Group. В 2020 году бренд был окончательно снят с производства.

## История
Бизнес был основан в 1939 году Фрэнсисом Ранделлом Сименом. Он основал компанию после многолетнего опыта производства газированных напитков в J&T.Morris. В старом кирпичном здании на Уотер-стрит (которое также было его домом) Ф. Р. Симен производил свою собственную марку газированных напитков и лично развозил продукты по магазинам.
Последним владельцем этого бизнеса был Ранделл Симен, сын Ф.Р Симена, который в 2002 году продал Seaman’s Beverages компании Pepsi Bottling Group.
До приобретения компании Seaman’s Beverages продавала свою продукцию в Приморье, Торонто и Монреале. До того, как бренд был снят с производства, товары продавались в основном на острове Принца Эдуарда, но иногда их можно было найти и в других Приморских провинциях.
Дистрибуцией Pepsi на острове Принца Эдуарда управляла местная компания, а склад был занят местным поставщиком продуктов питания.
В 2010 году Pepsi Bottling Group и PepsiAmericas были приобретены PepsiCo.
В начале 2020 года Pepsi отказалась от бренда Seaman’s Beverages из-за низкого спроса.

## Вкусы
За свою историю компания выпустила линейку вкусов:
- Olde Fashioned Orange
- Diet Orange with Sucralose
- Cream Soda
- Ginger Ale
- Ginger Brew
- Birch Beer
- Grapefruit and Lime
- Lime Rickey
- Root Beer

Когда бренд был снят с производства, в продаже оставались только Ginger Ale и Olde Fashioned Orange.